# 케모노 프렌즈 (애니메이션)
《케모노 프렌즈》는 케모노 프렌즈 프로젝트의 《케모노 프렌즈》를 원작으로 하는 일본의 텔레비전 애니메이션 작품이다.
2017년 1월부터 3월까지 TV 도쿄 외에서 방송되었다. 3D CG 애니메이션 작품으로 제작된다. 캐릭터는 3D로, 배경은 손그림으로 제작된다. 애니메이션 제작은 《감으로 하는! 부활동 시리즈》로 잘 알려진 야오요로즈가 담당했다.
스토리는 애니메이션판 오리지널로 되어 있으며, 캐스팅도 게임판과는 거의 다르다.
아이캐치에서는 등장하는 동물과 관련된 지식을 동물원의 사육사들이 가르쳐주는 해설 코너가 2회(제1화 한정 1회) 들어간다.
대한민국에서는 애니플러스가 방영하며, 개국 후 최초로 한국어 더빙판으로 방영하는 애니메이션이다.

## 스토리
사바나 지방‘자파리 파크’의 ‘사바나 지방’에 사는 “서벌”은 어느날 그녀의 구역에 나타낸 미아와 만난다. 하지만 미아는 기억도 없으며 자신이 누구인지도 판단할 수 없는 상태였기 때문에 소지품에서 따 “가방”이라는 이름을 붙인다. 서벌에게& ‘자파리 도서관’에 가면 무슨 동물로 된 프렌즈인지 알 수 있을지도 모른다고 들은 가방은, 자신의 정체를 알기 위해 도서관을 향하나, 다음 지방의 게이트에서 프렌즈의 천적이라고도 불리는 대형 “세룰리안”과 조우하여 고전한다. 하지만 서벌과 가방이 가는 길을 걱정한 “하마”의 도움으로 세룰리안을 쓰러뜨린다. 서벌은 게이트까지 안내할 셈이었지만, 가방의 여행에 동행하게 되어, 사바나 지방을 빠져나오는 도중에 “러키 비스트”(보스)와 만난다. 한편, “라쿤”과 “페넥”은, 라쿤의 모자를 훔친 자를 추적하며 가방과 서벌을 뒤를 좆게 된다.
정글 지방서벌은 러키 비스트가 이야기하는 것을 처음 보기 때문에 깜짝 놀란다. 그 뒤에도 러키 비스트는 가방에게만 말을 걸고, 가방이 잠들면 말을 하지 않았다. 다음날, 러키 비스트에게서 도서관은 ‘삼림 지방’에 있다는 것, 넓은 자파리 파크 내를 이동하기에는 ‘자파리 버스’가 편리하다는 것을 알려주고, 정글 지방에서 버스를 찾는다. 정글 지방에서는 “작은발톱수달”이나 “재규어”의 협력을 받아 겨우 버스를 찾아냈지만, 가동시키기 위한 전지가 없어서 충전하지 못하면 이동할 수 없는 것을 알게 된다. 러키 비스트에게서 ‘자파리 카페’의 옥상에서 충전할 수 있다는 말을 듣고, 일행은 ‘고산’을 향한다.
고산
정상으로 가는 로프웨이가 없어져 있었기 때문에, 서벌은 자력으로 산을 오르고, 가방은 휴식 중에 만난 “따오기”에게 안겨 날아서 “알파카 수리”가 운행하고 있는 자파리 카페에 다다른다. 옥상에 있는 태양광 발전 장치에서 충전받는 사이에, 가방은 카페에 손님이 오지 않는다며 한탄하는 알파카에게 집객을 위해 도움을 준다. 무사히 충전을 마치고 일행은 자파리 버스로 이동할 수 있게 된다.
사막 지방
둘은 모래폭풍에서 만난 “모래고양이”가 은신처로 삼고 있던 동굴로 안내된 뒤, 동굴의 안쪽에 있는 ‘유적(지하미궁)’에서 유적 조사 중이라는 “츠치노코”와 만난다. 지하미궁을 탈출한 뒤, 츠치노코는 러키 비스트가 가방에게 말을 하는 것을 보고 가방의 정체를 깨닫는다.
호수
‘호수’에서는 서벌이 운전하던 자파리버스가 잘라져 있던 목재에 부딪혀 쓰러뜨리면서 서로 알게 된 “아메리카비버”와 “검은꼬리프레리도그”가 귀틀집을 만드는 것을 돕게 된다. 가방은, 계획적이지만 잔걱정이 많은 비버가 모형만들기와 지시에 전념하고, 행동력은 있지만 계획성이 부족한 프레리가 건축을 실행한다는 적재적소의 협력안을 내어, 귀틀집 만들기를 성공시킨다.
평원
‘평원’에 들어선 일행은, “사자”와 “말코손바닥사슴”의 구역 다툼 중, 수상한 사람으로 여겨져 사자 진영의 성에 끌려오게 된다. 연승 중에 있던 사자에게, 실은 다툼을 끝내고 싶다는 진의를 들은 가방은, 다음을 위해 부상입는 자를 없애기 위해 안전 규칙을 정하는 지혜를 준다. 싸움이 끝난 뒤, 말코손바닥사슴에게서 가방은 ‘사람’일 것 같다는 말을 듣는다.
자파리 도서관
삼림 지방에 온 가방 일행은, 퀴즈의 숲에서 간판에 적힌 설문을 읽어, 도서관에 다다른다. “흰얼굴소쩍새”(박사)와 “수리부엉이”(조수)에게 가방의 정체를 가르쳐주는 조건으로 ‘요리’를 요구받아, 가방은 준비해둔 식재료와 식자력을 구사하여 도서관의 책 속에 적힌 레시피로 카레를 만든다. 요구를 충족시킨 가방은 ‘박사’에게서 사람이라고 단정되어, 적어도 ‘박사’ 등이 알고 있는 한 사람은 절멸해서 더는 없다는 것, 사람을 찾으려면 사람에게 적합한 지방에 가는 것이 좋다는 것을 알려 준다. 요리의 답례로 펭귄 프렌즈인 인기 아이돌 유닛 ‘PPP(페퍼프)’ 라이브의 플라티나 티켓을 받고, 일행은 ‘물가 지방’을 향한다.
페퍼프 라이브
라이브 회장에 도착하자, 수많은 팬 프렌즈들이 모여 있었다. 가방과 서벌은 회장의 나무 위에서 알게 된 “마게이”가 PPP의 열렬한 팬이었기 때문에 함께 플라티나 티켓의 특전인 연습 견학에서 PPP의 멤버와 만난다. 라이브 성공 후, PPP의 멤버에게서 마지막으로 사람을 본 곳은 항구였다고 들어, 항구를 향한다.
설산 지방
설산을 올라 온천의 원천을 보러가는 도중, 발생한 눈바람에 의해 일행은 조난하지만, 가방이 러키 비스트가 설산 해설할 때 들은 눈집을 만들기로 하여, 그 안에 피난한다. 눈바람이 지나가버리도록 하는 사이에 눈집에 찾아온 “은여우”와 “북방여우”가 온천여관에 살고 있으며, 상태가 나빠진 장치를 고치기 위해 원천에 가는 도중이었다는 것을 들은 일행은, 둘과 동행하기로 한다. 그러나 장치는 무사히 수리되었지만, 다량의 세룰리안이 습격해 위기에 몰리게 된다. 가방의 발안으로 커다란 대야와 나무 판자로 썰매를 만들어 위기에서 벗어나, 무사히 온천여관에 도착한 가방과 서벌은 온천을 즐긴다.
로지
해변을 향하는 도중에서 하룻밤 묵기로 한 일행은 “의봉딱따구리”가 관리하는 ‘로지 아리츠카’에 묵게 되나, 로지에서 소란이 일어난다. 의봉딱따구리를 처음으로 숙박하고 있던 “회색늑대”나 “그물무늬기린”도 수상한 흰 그림자를 목격해, 결국에는 가방과 서벌도 그 그림자를 봐버린다. 유령이나 프렌즈형 세룰리안 등 그 정체를 수군거리던 중, 가방은 러키 비스트가 여태까지 때때로 투사재생해왔던 “미라이”의 기록영상이 그럼자의 정체라는 생각에 이르어, 괴기사건을 해결한다. 하지만 검증을 위해 확인작업에서는 미라이만이 아니라, 서벌의 프렌즈까지 투사된다. 그것은 가방과 여행해왔던 서벌과는 다른 프렌즈라고 결정지었다.
사건 해결 후에 로지에서 나서, 무사히 항구에 도착하지만, 그곳에 사람은 찾아볼 수 없었다. 가방은 배를 타고 파크 밖의 사람을 찾으러 가고 싶다는 생각에, 바다를 향하기로 결의한다.
세룰리안
하지만, 그 때 샌드스타의 산에서 분화가 발생해, 세룰리안을 퇴치하는 헌터인 “황금들창코원숭이”, “불곰”, “리카온”의 프렌즈와 만난 가방 일행은, 거대한 검은 세룰리안이 서성거리고 있다는 것을 알게 된다. 러키 비스트는 자신들이 ‘파크 가이드 로봇’이라는 사실을 밝히고, 가방을 ‘손님’ 취급해서 ‘해돋이항구’로 피난시키려고 지시하지만, 가방은 그것을 거부하며 검은 세룰리안의 습격에 파크의 위기를 걱정해, 미라이의 기록영상에서 검은 세룰리안을 퇴치하기 위한 정보를 얻은 가방에게 러키 비스트는 ‘잠정 파크 가이드’로 권한을 부여한다. 가방 일행은 쫓아온 아메리카너구리 일행의 협력으로 검은 세룰리안의 활동에 있어서 중요하다고 추정되는 화구에서 분출되는 샌드스타를 봉쇄하는 데에 성공하지만, 초대형화한 검은 세룰리안을 유도하는 작중 중에 서벌이 검은 세룰리안에게 잡아먹혀버려, 가방은 결사의 구출극에 도전한다.

## 등장 캐릭터

#### 주요 캐릭터
가방
목소리 - 우치다 아야 / 김연우
애니메이션 오리지널 캐릭터. 자파리파크의 사바나 지방에 나타난 것을 서벌에게 발견당한다. 자신의 이름과 자신이 어떤 동물인지 기억하지 못한다. 커다란 가방(배낭)을 가지고 있어서, 서벌이 ‘가방’이라고 이름 붙인다.
서벌 (Serval Cat, Leptailurus serval)
목소리 - 오자키 유카 / 문유정
식육목 고양이과 서벌속
미아가 된 가방과 처음으로 만나, 이후 행동을 같이 한다. 긍정적인 성격으로, 처음으로 알게 된 것이나 체험하는 것에 “굉장해!”, “즐거워!”라고 자주 외치며, 전반적으로 밝은 관점을 가지고 있다.
페넥여우(페넥) (Fennec, Vulpes zerda)
목소리 - 모토미야 카나 / 이지현
식육목 개과 여우속.
아메리카너구리와 행동을 같이 한다. 성급한 아메리카너구리와는 대조적으로 냉정하고 마이페이스인 성격. 커다란 귀가 열을 배출하기 때문에, 사막 지방의 더위에도 끄떡 없다.
라쿤(Common raccoon, Procyon lotor)
목소리 - 오노 사키 / 조경이
식육목 아메리카너구리과 아메리카너구리속.
페넥과 함께 가방을 쫓는다. 가방을 쫓는 이유는 모자를 훔쳐갔다는 이유지만, 페넥은 아마 착각일 거라고 말한다.
일본어판에서의 이름은 '아라이'(일본어: アライ)인데, 일본어로 라쿤을 뜻하는 '아라이구마'(일본어: アライグマ)에서 왔다.
러키 비스트
목소리 - 미라이 / 김연우
애니메이션 오리지널 캐릭터. 전자음(로봇소리)로 말한다. 이동할 때는 독특한 삐용삐용한 발소리가 울린다.
서벌, 재규어, 모래고양이, 아메리카너구리, 아메리카비버 따위의 프렌즈에게서 ‘보스’라고 불린다.
미라이
러키 비스트에게서 때때로 들리는 수수께끼의 목소리.
세룰리안의 조사를 하고 있으며, 러키 비스트가 비추는 영상 속에서는 또 한 명의 서벌이나 카라칼과 대화하고 있는 모습이 흐른다.
파크의 위기에 대해 고민하며, 사신(四神)과 샌드스타 로우, 검은 세룰리안에 대해 상세한 것을 메시지로 남겨놓았다.

#### 사바나 지방 생식
하마 (Hippopotamus, Hippopotamus amphibius)
목소리 - 테루이 하루카 / 최덕희
우제목 하마과 하마속.
못에서 수욕을 한다. 수중에 숨어들지만 헤엄치지는 않는다. 상대의 모습이 보이지 않게 될 때까지 주의하라고 말해댈 정도로 참견을 좋아하는 걱정쟁이. 괴력의 소유자로, 대형의 세룰리안의 공격을 맨속으로 받는다.
자파리파크의 규칙을 가방에게 소개하고, 게이트에서는 세룰리안의 공격으로부터 가방을 감싼다.

#### 정글 지방 생식
작은발톱수달 (Small-clawed otter, Amblonyx cinerea)
목소리 - 콘도 레이나 / 정혜원
식육목 족제비과 작은발톱수달속.
무너진 다리를 미끄럼틀로 만들었다. 이후 재규어와 함께 다리를 만드는데에 도움을 준다.
재규어 (Jaguar, Panthera onca)
목소리 - 츠다 미나미 / 박선영
식육목 고양이과 표범속.
고양이과에서는 드물게 헤엄친다. 다리의 잔해를 배로 만들어 건너기를 하고 있다. 사막 지방과 사바나 지방을 잇는 다리를 만들 때는, 수영하는 것을 살려서 기둥과 물가 사이를 왕복하고 로프를 나르는 역할을 담당한다.
포사 (Fossa, Cryptoprocta ferox)
목소리 - 나나미 에이코 / 김두리
식육목 마다가스카르식육과 포사속.
꼬리가 크다. 사바나 지방에도 가끔 찾아온다.

#### 고산 주변 생식 (자파리카페)
따오기 (Japanese crested ibis, Nipponia nippon)
목소리 - 카네다 토모코 / 이용신
사다새목 따오기과 따오기속.
가방과 보스를 산 정상에 데려다주었다. 자주 노래하지만 음치인 그 목소리는 「괴음파」. 가사는 동료를 찾고 있다는 내용이다.
알파카  (Alpaca suri, Vicugna pacos)
목소리 - 후지이 유키요 / 안영미
소목 낙타과 비쿠냐속.
산 정상에서 자파리카페를 운영하고 있지만, 화폐의 개념을 몰라서 무상으로 차를 제공하고 있다. 카페나 차 우리는 법은 도서관에서 「박사」에게 배웠다. 차의 레퍼토리는 얼마 정도 있는 듯하고, 카페 주위의 풀을 뽑기도 한다.
붉은따오기 (Scarlet ibis, Eudocimus ruber)
목소리 - 아야노 아유미 / 김채하
사다새목 따오기과 붉은따오기속.
가방 일행이 풀을 뽑아 만든 상공에서 보이는 카페 마크와 따오기의 가성에 이끌려 카페에 찾아온다.

#### 사막 지방 생식
모래고양이 (Sand cat, Felis margarita)
목소리 - 미유한 / 김새해
식육목 고양이과 고양이속.
커다란 모래폭풍을 보러 갔다가 휩쓸려, 버스가 모래에 걸려 훔직이 못하고 있던 때에 하늘에서 떨어지는 형태로 조우했다. 궁금한 것을 발견하면 바로 몰두해버리는 반면, 바로 열이 식어 질려버리나, 몸은 달아오르기 쉬고 식기 쉬운 특징을 가졌는데, 프렌즈화될 때에 그 영향이 나타난 듯하다.
츠치노코 (Tsuchinoko)
목소리 - 코바야시 유우 / 윤아영
미확인동물(분류 불명).
동굴 지역의 지하 바이패스에 있는 유적(지하미궁)을 조사하고 있다. 낯가림이 심해, 그늘에 숨어 있으면 진정된다. 코가 발달했으며 적외선이 보인다. 자파리파크의 사정을 어느 정도 알고 있으며, 러키 비스트가 이야기하는 것을 보고 가방의 정체를 깨닫는다.

#### 호수 주변 생식
아메리카비버 (American beaver, Castor canadensis)
목소리 - 시모지 시노 / 문남숙
쥐목 비버과 비버속.
어미는 「~임다」.
어디에서 발견한 사진을 토대로 호수에 귀틀집을 만드려고 하고 있었다. 본 것만으로 사진 속 건물의 구조를 알 정도로 건축지식이 뛰어난 반면, 걱정이 너무 심해 목재를 가지러 가거나 조립하는 것을 망설이고 있었지만, 설계와 지휘에 전념하는 것으로 프레리와 호흡이 맞는 행동을 보인다.
검은꼬리프레리도그 (Black-tailed prairie dog, Cynomys ludovicianus)
목소리 - 오오조라 나오미 / 김정아
쥐목 다람쥐과 프레리도그속.
굴을 파는 동물. 주로 전경이 좋은 초원지대에 생식하고 있다. 어미는 「~이지 말입니다」.

#### 평원 주변 생식

##### 사자 진영
사자 (Lion)
목소리 - 혼다 마리코 / 양정화
식육목 고양이과 표범속.
프라이드(무리)의 앞에서, 부하에게는 리더처럼 위압감을 흩뿌리지만, 실제로는 밖에서 뒹굴뒹굴하는 것을 좋아하는 온화한 성격.
오록스 (Aurochs, Bos primigenius)
목소리 - 하라 나츠코 / 정유미
소목 소과 소속.
말코손바닥사슴 일행과의 경쟁에 대비해 긴장하게 되어, 평원의 세력권에 온 가방 일행을 수상한 녀석으로 여겨 포획하고 아라비아영양과 함께 대장인 사자에게 데려갔다. 방향치. 싸울 때는 어쨌든 파워가 굉장하다.
아라비아영양 (Arabian oryx, Oryx leucoryx)
목소리 - 이노우메 후미코 / 박리나
소목 소과 오릭스속.
오록스와 함께 가방 일행을 사자가 있는 곳으로 데려갔다. 싸울 때는 난투를 잘한다.
일본반달가슴곰 (Japanese black bear, Urus thibetanus japonica)
목소리 - 카리야 루이 / 김채하
고양이아목 곰과 곰속 아시아흑곰.
사자 성의 문지기. 52전째의 싸움에서 팬서카멜레온에게 쓰러진다.

##### 말코손바닥사슴 진영
말코손바닥사슴 (Moose, Alces alces)
목소리 - 코우다 마리코 / 윤미나
소목 사슴과 말코손바닥사슴속.
숲의 왕. 호전적이자 저돌맹진한 성격. 사자 진영과 평원의 구역 다품을 반복하고 있으며, 가방 일행이 찾아온 시점에서 51전 전패.
왕아르마딜로 (Giant armadillo, Priodontes maximus)
목소리 - 츠지미 유우 / 김나율
피갑목 아르마딜로과 왕아르마딜로.
52전째의 싸움에서는 방어에 전념하니 강했다.
아프리카갈기호저 (African porcupine, Hystrix cristata)
목소리 - 이시바시 모모 / 김민정
쥐목 호저과 호저속.
52전째의 싸움의 연습에서는 심판을 맡았다.
흰코뿔소 (White rhinoceros, Ceratotherium simum)
목소리 - 마루야마 미키 / 김연아
말목 코뿔소과 흰코뿔소속.
힘은 세나 몸의 갑옷이 무거워서 체력이 없다.
팬서카멜레온 (Panther chameleon, Furcifer pardalis)
목소리 - 오미가와 치아키 / 박고운
뱀목 카멜레온과 팬서카멜레온속.
체력은 얼마 없지만, 몸의 색을 변화시켜서 풍경에 녹아들 수 있다.
넓적부리황새 (Shoebill, Balaeniceps rex)
목소리 - 코모리 미사에 / 윤은서
사다새목 넓적부리황새과 넓적부리황새속.
가방과 만나고나서 계속 지켜보지만 52전째의 싸움이 끝난 뒤 가방에게 사람이냐고 물어본다. 가방이 인간 같다고 생각한다고 하지만 소문으로 들어도 잘 모른다고 한다. 인간에 관해서는 가방처럼 신기한 일을 많이 하면서 아주 능숙하다거나 머리가 좋고 여러 가지 것을 알고 만들거나 사용할 수 있다는 등의 막연한 인식이 어느 정도.

#### 삼림 지방 생식
흰얼굴소쩍새 (Northern white-faced owl)
목소리 - 미카미 시오리 / 장예나
올빼미목 올빼미과 흰얼굴소쩍새속.
통칭 「박사」. 날개가 희다. 도서관에 찾아온 프렌즈에게 여러 가지 것을 알려주고 있다. 프렌즈 중에서는 비교적 지능이 높고, 사람이 남기고 간 유물과 유적의 사용법이나 문자와 문서의 개념을 어느 정도 알고 있다.
가방이 문자를 완벽하기 이해하는 것을 보고, 사람이라는 것을 확신한다. 가방이 만든 카레에는, 처음에는 맵다며 투덜투덜거리다가도 결국 마음에 들어서 전부 먹었다.
수리부엉이 (Eurasian eagle-owl, Bubo bubo)
목소리 - 우에하라 아카리 / 장미
올빼미목 올빼미과 수리부엉이속.
흰얼굴소쩍새의 조수로, 통칭 「조수」. 날개가 갈색이다.

#### 물가 지방 생식
마게이 (Margay, Leopardus wiedii)
목소리 - 야마시타 마미 / 송하림
식육목 고양이과 호랑고양이속.
PPP의 열광적인 팬. 도서관에서 조사해서 초대와 2대째 PPP의 지식을 갖고 있다.

##### PPP(페퍼프)
「PENGUINS Performance Project.」의 약칭. 자파리파크의 아이돌 유닛. 예고 파트 담당.
로열펭귄 (Royal penguin, Eudyptes schlegeli)
목소리 - 사사키 미코이 / 방연지
펭귄목 펭귄과 왕관펭귄속.
애칭 「프린세스」. 실질적인 리더로, 책임감이 강하다.
황제펭귄 (Emperor penguin, Aptenodytes forsteri)
목소리 - 네모토 루카 / 김도영
펭귄목 펭귄과 황제펭귄속.
애칭 「황제」. 리더를 맡고 있지만, 프린세스가 하는 편이 더 좋다고 생각하고 있다.
젠투펭귄 (Gentoo penguin, Pygoscelis papua)
목소리 - 타무라 쿄우카 / 사문영
펭귄목 펭귄과 아델리펭귄속.
애칭 「젠」.
바위뛰기펭귄 (Rockhopper penguin, Eudyptes chrysocome)
목소리 - 아이바 아이나 / 김채하
펭귄목 펭귄과 왕관펭귄속.
애칭 「이와비」. 남성적인 외모로, 남자처럼 말한다.
훔볼트펭귄 (Humboldt penguin, Spheniscus humboldti)
목소리 - 치쿠타 이쿠코 / 채민지
펭귄목 펭귄과 줄무늬펭귄속.
애칭 「후루루」.

#### 설산 지방 생식
은여우(아메리카붉은여우의 변종) (Silver fox, Vulpes vulpes fulvus)
목소리 - 아이사카 유우카 / 김성연
식육목 개과 여우속.
온천여관에 있으며, 북방여우와 함께 온천을 관리하고 있다.
북방여우 (Ezo red fox, Vulpes vulpes schrencki)
목소리 - 미모리 스즈코 / 이재현
식육목 개과 여우속.
은여우와 함께 온천여관에 있다. 게임을 좋아한다.
카피바라 (Capybara, Hydrochoerus hydrochaeris)
목소리 - 스기무라 치카코 / 장예나
쥐목 카피바라과 카피바라속.
추위에 맞지 않아서 온천에 있다.

#### 로지
의봉딱따구리 (Campo flicker, Colaptes campestris)
목소리 - 아사노 마스미 / 김현지
딱따구리목 딱따구리과 북방딱따구리속.
로지 아리츠카를 운영하고 있다.
가방 일행이 숙박하는 도중에 이상한 그림자를 목격한다.
회색늑대 (Gray wolf, Canis lupus)
목소리 - 이토 카나에 / 서유리
식육목 개과 개속.
오렌지와 블루의 오드아이. 로지에 체재하고 있는 만화가. 「박사」에게 부탁해 책을 내고 있다. 만화의 소재를 위해 자주 거주는 말을 한다.
그물무늬기린 (Reticulated giraffe, Giraffa reticulata)
목소리 - 노나카 아이 / 김현심
소목 기린과 기린속.
로지에 체재하고 있는 자칭 명탐정. 만화 「호러 탐정 기로기로」를 읽고 탐정을 시작했지만, 엉뚱한 추리만 해댄다.

#### 세룰리안 헌터
황금들창코원숭이 (Golden snub-nosed monkey, Rhinopithecus roxellana)
목소리 - 와타다 미사키 / 이명호
영장목 긴꼬리원숭이과 들창코원숭이속.
세룰리안 헌터. 여의봉 같은 무기를 가진 손오공 느낌의 모습을 하고 있다.
불곰 (Brown bear, Ursus arctos)
목소리 - 마츠이 에리코 / 이명희
식육목 곰과 곰속.
금빛원숭이와 동료인 세룰리안 헌터. 곰의 손 모양인 무기를 가졌다. 「약한 녀석은 방해」라는 말을 해대지만, 본심은 동료를 위험에 말려들게 하고 싶지 않는 상냥한 성격.
리카온 (African wild dog, Lycaon pictus)
목소리 - 타치바나 리카 / 곽규미
식육목 개과 아프리카들개속.
금빛원숭이와 동료인 세룰리안 헌터. 헌터 중에서는 겁쟁이인 성격으로, 검은 세룰리안의 본체를 추적하고 정찰했다.

## 스태프
- 원작 - 케모노 프렌즈 프로젝트
- 콘셉트 디자인 - 요시자키 미네
- 감독·콘티·연출·시리즈 구성·각본 - 타츠키
- 작화 감독 - 이사 요시히사
- 미술 감독 - 시라미즈 유코
- 촬영 감독 - 이시야마 토모유키
- 음향 감독 - 아베 노부유키
- 음악 - 타테야마 아키유키 (제3화~)
- 음악 프로듀서 - 우치다 슌
- 음악 제작 - 빅터 엔터테인먼트
- 프로듀서 - 호소야 노부유키, 오카모토 야스유키, 시미즈 미카, 후쿠다 사토시, 아키오 히로시, 이시가키 요시히코, 쿠도 다이조, 시오다 토모, 이즈미 유이치, 후쿠다 준
- 애니메이션 프로듀서 - 후쿠하라 요시타다
- 애니메이션 제작 - 야오요로즈
- 제작 - 케모노 프렌즈 프로젝트 A

## 주제가
오프닝 테마 〈어서와 자파리 파크에〉 (제1화 ~ 제10화)
작사·작곡·편곡 - 오이시 마사요시 / 노래 - 동물 비스켓[아메리카너구리(오노 사키), 서벌(오자키 유카), 페넥(모토미야 카나)]×PPP[바위뛰기펭귄(아이바 아이나), 훔볼트펭귄(치쿠타 이쿠코), 로열펭귄(사사키 미코이), 황제펭귄(네모토 루카), 젠투펭귄(타무라 쿄우카)]
제1화에서는 엔딩 테마로 사용되었다.
제12화에서는 MR과 병합해, 삽입곡으로 사용되었다.
엔딩 테마 〈나의 프렌드〉 (제2화 ~)
작사·작곡·노래 - 미유한 / 편곡 - R_Men_Soul
제12화에서는 2절까지, 평소와 다른 영상이 사용되었다.
삽입곡 〈하늘 드리머〉 (제1화 ~ 제10화)
작사·작곡·편곡 - halyosy / 노래 - PPP[바위뛰기펭귄(아이바 아이나), 훔볼트펭귄(치쿠타 이쿠코), 로열펭귄(사사키 미코이), 황제펭귄(네모토 루카), 젠투펭귄(타무라 쿄카)]
크레딧에는 삽입곡으로 표기되어 있으나, 본편에서 사용된 것은 제8화뿐. 다른 화에서는 앞부분이 차회 예고의 BGM으로 사용되었다.
삽입 음악 〈둘이서 차를〉 (제12화)
작곡 - 빈센트 유먼스

## 에피소드 목록
| 화수   | 원어 부제          | 번역 부제     | 아이캐치                                                                  |
| ------ | ------------------ | ------------- | ------------------------------------------------------------------------- |
| 제1화  | さばんなちほー     | 사바나 지방   | 다마 동물공원(도쿄도)                                                     |
| 제2화  | じゃんぐるちほー   | 정글 지방     | 도부 동물공원(사이타마현) 덴노지 동물원(오사카부)                         |
| 제3화  | こうざん           | 고산          | 사도시 따오기의 숲 공원(トキの森公園, 니가타현) 나스 알파카목장(도치기현) |
| 제4화  | さばくちほー       | 사막 지방     | Big Cat Rescue(미국) 츠치노코관(기후현)                                   |
| 제5화  | こはん             | 호수          | 도부 동물공원(사이타마 현) 에도가와 구 자연동물원(도쿄 도)                |
| 제6화  | へいげん           | 평원          | 도부 동물공원(사이타마 현) 유메미가사키 동물원(가나가와현)                |
| 제7화  | じゃぱりとしょかん | 자파리 도서관 | 도부 동물공원(사이타마 현) 이케후쿠로우카페(도쿄 도)                      |
| 제8화  | ぺぱぷらいぶ       | 페퍼프 라이브 | 나고야 항구수족관(아이치현) The Belize zoo(벨리즈)                        |
| 제9화  | ゆきやまちほー     | 설산 지방     | Zoo Sauvage de St-Félicien(캐나다) 미야기 자오 여우마을(미야기현)         |
| 제10화 | ろっじ             | 로지          | 일본늑대협회(시즈오카현) 도부 동물공원(사이타마 현)                       |
| 제11화 | せるりあん         | 세룰리안      | 도부 동물공원(사이타마 현) 요코하마 동물원 쥬라시아(가나가와 현)          |
| 제12화 | ゆうえんち         | 유원지        | -                                                                         |

## 관련 상품

#### 오피셜 북 (BD)
《블루레이 디스크 부록 오피셜 북》의 형태로 판매되고 있기 때문에 서적으로 취급된다.
| 권수 | 발매일          | 수록 화수       | ISBN                   |
| ---- | --------------- | --------------- | ---------------------- |
| 1    | 2017년 3월 25일 | 제1화 ~ 제2화   | ISBN 978-4-0410-5444-4 |
| 2    | 2017년 4월 26일 | 제3화 ~ 제4화   | ISBN 978-4-0410-5449-9 |
| 3    | 2017년 5월 26일 | 제5화 ~ 제6화   | ISBN 978-4-0410-5450-5 |
| 4    | 2017년 6월 26일 | 제7화 ~ 제8화   | ISBN 978-4-0410-5451-2 |
| 5    | 2017년 7월 26일 | 제9화 ~ 제10화  | ISBN 978-4-0410-5452-9 |
| 6    | 2017년 8월 26일 | 제11화 ~ 제12화 | ISBN 978-4-0410-5453-6 |

#### CD
| 발매일          | 타이틀                                  | 규격 품번                                 |
| --------------- | --------------------------------------- | ----------------------------------------- |
| 2017년 2월 8일  | 어서와 자파리 파크에                    | VIZL-1108(초회 한정판) VICL-37248(통상판) |
| 2017년 5월 17일 | 드라마 & 캐릭터 송 앨범 〈Japari Café〉 | VICL-64787                                |
| 2017년 5월 17일 | 오리지널 사운드 트랙                    | VIZL-1164                                 |

## 웹 방송
라디오 방송 《케모노 프렌즈 RADIO!!》(けものフレンズRADIO!!)가 2016년 11월 21일부터 일본 HiBiKi 라디오 스테이션에서 매주 월요일, 2017년 2월 13일부터 격주 월요일에 방송되고 있다. 퍼스널리티는 오자키 유카, 모토미야 카나, 오노 사키.
또한 영상 방송이 2016년 11월 22일부터 일본 니코니코 생방송에서 격주 화요일에 방송되고 있다. 레귤러 출연자는 오자키 유카, 모토미야 카나, 오노 사키, 사사키 미코이, 네모토 루카, 타무라 쿄카, 아이바 아이나, 치쿠타 이쿠코.

## 영향
이른 아침이나 저녁 시간대의 애니메이션을 떠올리게 하는 따뜻한 느낌의 작풍과 ‘프렌즈’들의 직감적인 언동(통칭 ‘프렌즈어(語)’)가 반향을 불러, 트위터 상에서는 “너는 ○○가 특기인 프렌즈구나!” 같은 트윗이 잇따랐고, 니코니코 동화에서 방송된 본작의 제1화 재생수는 100만 회를 돌파했다. 오프닝 테마인 〈어서 오세요 자파리 파크에〉가 iTunes 종합 랭킹에서 일시적으로 3위를 기록했으며, 싱어송라이터인 호시노 겐은 자신이 진행을 맡은 라디오 방송에서 본작의 오프닝 테마를 하루 60번 듣고 있다고 절찬했다. 록 밴드 GLAY의 기타리스트, 히사시도 시청하고 있으며, 제11화를 감상 후에 〈어서 오세요 자파리 파크에〉의 기타 어레인지를 니코니코 동화에 투고했다.
인터넷 상의 붐에 대해 애니메이션 제작을 담당한 야오요로즈의 이사역인 후쿠하라 요시타다는 “솔직히 무엇이 일어나고 있는지 당황하고 있습니다만, 요시자키 선생님과 타츠키 감독이 정중하게 기획을 짠 결과라고 생각합니다. 팬들이 점점 즐기는 방법을 찾아내어 주시고 계시기에 스태프 일동이 반대로 여러분의 반응에 즐거워하고 있습니다”라고 코멘트했다.

## 논란

### KADOKAWA와 야오요로즈 사이의 마찰
2017년 9월 25일, 애니메이션 감독인 타츠키가 애니메이션 2기에서 빠지게 되었다고 밝혔다. 이에 대해 팬들은 타츠키 덕분에 애니메이션이 매력있고 성공할 수 있었다 여기며 가도카와에 대한 비판을 쏟아내고 타츠키 감독을 지지했다. 팬들은 니코니코동화의 애니메이션 첫화 스트림에 가도카와에 대한 분노를 드러냈고 일부는 니코니코동화를 소유하고 있는 디완고가 가도카와에 소속된 회사이므로 니코니코동화의 프리미엄 멤버십을 취소하겠다고 선언했다. 니혼케이자이 신문은 도쿄 주식 거래소의 가도카와 디완고의 주가가 전날에 비해 3.3% 떨어졌다고 보도했다. 이에 대해 케모노프렌즈 제작위원회는 타츠키 감독과 야오요로즈 애니메이션 스튜디오가 케모노 프렌즈의 자산을 상의 없이 자체적으로 사용하고 있었으며, 야오요로즈가 소통 정상화에 동의하지 않아 결국 프로젝트에서 빠지게 되었다고 밝혔다. 9월 26일, 니코니코동화의 케모노프렌즈 스트리밍 프로그램에 성우들이 이 논란에 대해 공개적으로 사과하는 영상이 올라왔다. 이 영상으로 가도카와가 책임을 회피하기 위해 성우를 이용했다는 비판이 일었으며, 이에 대해 더욱 많은 비난이 쏟아졌다.
12월 27일, 제작자인 후쿠하라는 야오요로즈가 궁극적으로 두번째 시즌을 제작하지 않을 것이라고 공식화하였다.
2018년 5월 4일 케모노 프렌즈 2기의 1차 PV가 공개되었으며 10월 29일 2기에 관한 정보를 공개하면서 1월 7일로 방영이 결정되었으며, 1월 15일 방영되었다. 하지만 그 사건 때문인지 아직도 팬들의 비판은 이어지고 있다.
한편 타츠키는 차기작인 케무리쿠사를 발표하였고, 해당 작품은 1월 9일 방영하였다.